# 1932年レークプラシッドオリンピックのスウェーデン選手団
1932年レークプラシッドオリンピックのスウェーデン選手団（1932ねんレークプラシッドオリンピックのスウェーデンせんしゅだん）は、1932年2月4日から2月15日までアメリカ合衆国ニューヨーク州のレークプラシッドで開催された1932年レークプラシッドオリンピックのスウェーデン選手団、およびその競技結果。

## 概要
今大会は金メダル1個、銀メダル1個の合計2個のメダルを獲得した。
フィギュアスケートの男子シングルでは、ギリス・グラフストロームが1920年アントワープオリンピック、1924年シャモニー・モンブランオリンピック、1928年サンモリッツオリンピックに続く4連覇に挑んだが、オーストリアのカール・シェーファーに敗れ銀メダルに終わった。

## メダル
| メダル | 選手名                       | 競技                   | 種目         |
| ------ | ---------------------------- | ---------------------- | ------------ |
| 金     | スヴェン・ウッターストローム | クロスカントリースキー | 男子18km     |
| 銀     | アクセル・ウィクストローム   | クロスカントリースキー | 男子18km     |
| 銀     | ギリス・グラフストローム     | フィギュアスケート     | 男子シングル |